# Museu Guggenheim Bilbao
O Museu Guggenheim Bilbao, situado na cidade basca de Bilbau é um dos cinco museus pertencentes à Fundação Solomon R. Guggenheim no mundo. Projetado pelo arquiteto canadense naturalizado norte-americano Frank Gehry, é hoje um dos locais mais visitados da Espanha. Seu projeto foi parte de um esforço para revitalizar Bilbau e, hoje, recebe visitantes de todo o mundo.

## Projeto
Sua construção se iniciou em 1992, sendo concluído cinco anos mais tarde. Duas equipes, uma em Bilbau e outra em Los Angeles, trabalharam conjuntamente na elaboração do projeto, que só foi possível graças ao uso de um software CAD nos cálculos estruturais. Alguns especialistas questionavam a possibilidade de execução da obra, por causa de suas formas complexas.
Primeiramente foram feitos esboços e modelos do edifício. Depois, esses modelos foram escaneados e mapeados, e, com o auxílio do software, foram detalhados os cálculos da estrutura e os modelos virtuais em 3D das peças construtivas. Desse modo, foi possível erguer uma estrutura formada por curvas complexas e torcidas.

### Características

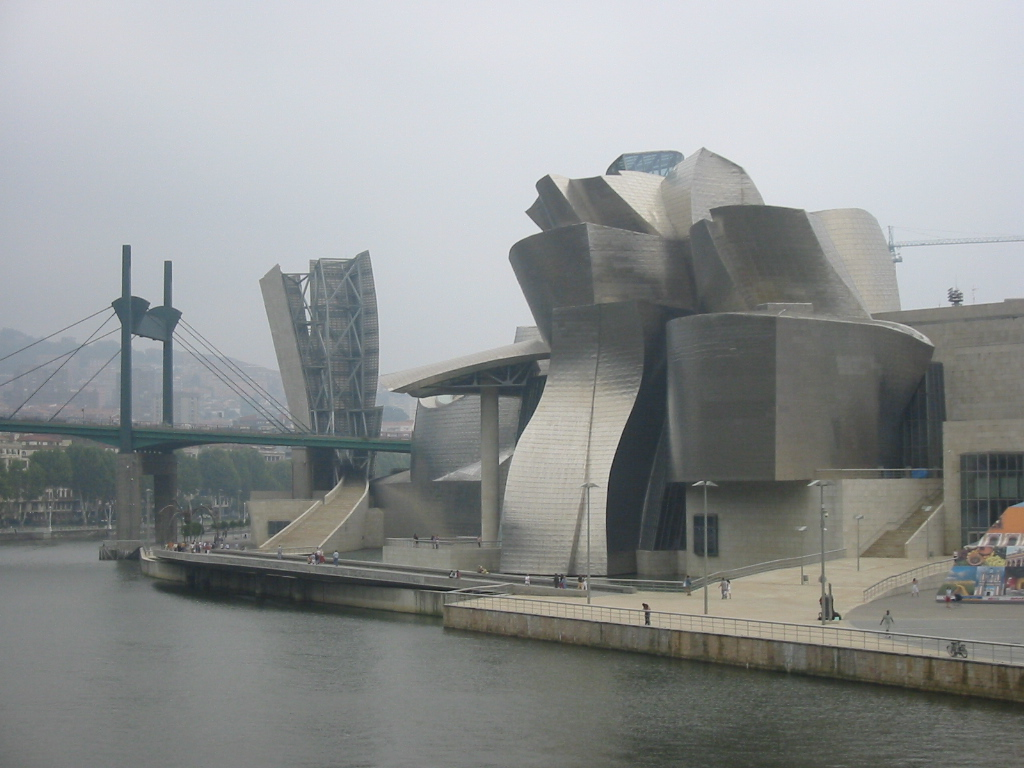
Vista do museu

Externamente, o museu é coberto por superfícies de titânio curvadas em vários pontos, que lembram escamas de um peixe, mostrando a influência das formas orgânicas presentes em muitos trabalhos de Gehry. Do átrio central, que tem 50 metros de altura e lembra uma flor cheia de curvas, partem  passarelas para os três níveis de galerias. Visto do rio, o edifício parece ter a forma de um barco, homenageando a cidade portuária de Bilbao que teve bons anos de festa marítima.

### Acervo
As exposições no museu mudam frequentemente e contêm principalmente trabalhos realizados ao largo do século XX, sendo as obras pictóricas tradicionais e as esculturas uma parte minoritária comparada com outros formatos de instalações artísticas. O ponto alto, e a única exposição permanente, é The Matter of Time, uma série de  esculturas em aço desenhadas por Richard Serra. Muitos consideram o edifício mais importante do que as obras que fazem parte da coleção do museu.

### Críticas
O museu recebeu várias críticas desde que começou a ser construído, por ser um museu de vanguarda, mas somente por fora, pois as salas de exposição são quase todas iguais a de outros museus, ou seja, inovou-se no exterior mas não na função básica do museu, que é conservar e expor obras de arte. E por ser o museu tão inovador uma crítica que ele recebe é justamente ser mais atraente que as próprias obras expostas.
Também é muito criticado por seu elevado custo e pelo caráter quase experimental de muitas das inovações usadas em sua construção, que fazem com que os custos de manutenção e limpeza sejam elevados.